# West Hollywood
West Hollywood (col·loquialment citat com WeHo) i formalment en anglès com West Hollywood, California, és una ciutat dins el Comtat de Los Angeles a Califòrnia, Estats Units. Aquesta ciutat es va incorporar el 29 de novembre de 1984. Té molt comerç, restaurants i vida nocturna centrada al Sunset Strip. El 2011 tenia 34.650 habitants, amb una gran proporció d'homosexuals masculins.

## Geografia
West Hollywood limita al nord amb les Hollywood Hills un barri de Los Angeles, a l'est amb el districte Hollywood de Los Angeles, alsud amb el districte Fairfax district de Los Angeles, i a l'oest amb la ciutat de Beverly Hills.

## Història
Al segle xviii l'explorador portuguès João Rodrigues Cabrilho hi arribà i reclamà aquesta regió deshabitada per a Espanya. Prop d'allà hi vivien els amerindis Tongva. El 1771 l'expedició de Gaspar de Portolà s'aturà just al sude de les Santa Monica Mountains prop del que seria posteriorment West Hollywood.

## Esdeveniments
Anualment, el 31 d'octubre, se celebra el carnaval West Hollywood Halloween Carnival que és la festa de carrer (street party) més gran dels Estats Units, bhi assisteixen unes 350.000 persones.
Els Oscars és el principal esdeveniment de la ciutat, molts carrers es tanquen al trànsit en aquell dia cada any.